# Joe Kaminer
Pas d'image ? Cliquez ici

a Compétitions nationales et continentales officielles uniquement.

b Matchs officiels uniquement.
Joseph Kaminer, né le 25 janvier 1934 à Warmbad et mort le 2 août 2021, est un ancien joueur de rugby international sud-africain. Il évolue au poste de centre.

## Carrière
Il dispute son premier test match le 16 août 1958 contre les Français dans une série historique pour les Bleus. 
Il joue en province avec le Transvaal.

## Palmarès
- 1 sélection
- Sélection par saison : 1 en 1958.